# 森重敏 (国語学者)
森重 敏（もりしげ さとし、1922年10月15日 - 2007年5月28日）は、日本の国語学者、国文学者、奈良女子大学名誉教授。

## 人物
鹿児島県鹿児島市生まれ。1945年京都帝国大学国文科卒。京都女子大学助教授、奈良女子大学助教授、教授、1986年定年退官、名誉教授、天理大学教授、1996年退任。
1999年、勲三等旭日中綬章を受章。2007年5月28日、肺癌のため死去。没後正四位叙勲。

## 著書
- 『日本文法通論』風間書房　1959
- 『紫式部日記新釈』曽沢太吉共著　武蔵野書院　1964
- 『日本文法 主語と述語』武蔵野書院　1965
- 『文体の論理』風間書房　1967
- 『日本文法の諸問題』笠間書院　1971
- 『発句と和歌 句法論の試み』笠間書院、1975
- 『上代特殊仮名音義 五十音図的音韻体系の論』和泉書院　1984
- 『続・上代特殊仮名音義』和泉書院　1987
- 『日本文法 主語と述語』武蔵野書院　1988
- 『和泉式部和歌抄稿 八代集撰入』和泉書院　1989
- 『万葉集栞抄』和泉書院　1992
- 『和泉式部和歌抄稿 十三代集撰入』和泉書院　1993
- 『万葉集栞抄』第2-5　和泉書院　1995-2002
- 『西行法師和歌講読』和泉書院　1996

## 記念論集
- 『ことばとことのは 森重先生喜寿記念』刊行会編　和泉書院　1999

## 参考
- 森重敏教授研究業績目録 (森重敏教授退職記念号) 山辺道 (天理大学),1996-03
- 読売新聞訃報、叙勲記事